# Four Chords & Several Years Ago
Four Chords & Several Years Ago es el séptimo álbum del grupo norteamericano de rock Huey Lewis and the News, que se lanzó en 1994. El título del disco es una modificación de la primera frase del Discurso de Gettysburg de Abraham Lincoln ("Four score and seven years ago ...").
El álbum es un conjunto de canciones de rhythm & blues de los años 60 que influenciaron a los miembros del grupo durante sus primeros años. Es el último álbum en que aparece el miembro fundador y bajista Mario Cipollina, quien abandonó a la banda después de la gira.

## Listado de canciones
1. "Shake, Rattle and Roll" (Charles E. Calhoun) – 3:07
2. "Blue Monday" (Bartholomew, Domino) – 2:41
3. "Searching for My Love" (Moore) – 2:50
4. "(She's) Some Kind of Wonderful" (John Ellison) – 3:06
5. "But It's Alright" (Jackson, Pierre Tubbs) – 2:54
6. "If You Gotta Make a Fool of Somebody" (Clark) – 2:32
7. "Mother in Law" (Allen Toussaint) – 2:43
8. "Little Bitty Pretty One" (Byrd) – 2:04
9. "Good Morning Little School Girl" (Sonny Boy Williamson I) (acreditado como "S.L. Hopkins")– 4:02
10. "Stagger Lee" (Logan, Price) – 2:36
11. "She Shot a Hole in My Soul" (Gayden, Neese) – 2:38
12. "Surely I Love You" (Bracken, Oliver) – 2:51
13. "You Left the Water Running" (Frank, Hall, Penn) – 3:06
14. "Your Cash Ain't Nothin' But Trash" (Calhoun) – 2:57
15. "Function at the Junction" (Holland, Shorty Long) – 3:13
16. "Better to Have and Not Need" (Don Covay, Watts) – 3:32
17. "Going Down Slow" (St. Louis Jimmy Oden) – 2:00

## Personal
Huey Lewis & The News
- Huey Lewis - Armónica, voz
- Mario Cipollina - bajo
- Johnny Colla - saxofón
- Bill Gibson - batería
- Chris Hayes - guitarra
- Sean Hopper - teclados

Personal adicional
- Marvin McFadden - trompeta
- Linda Tillery - coros
- Jeanie Tracy - coros

## Producción
- Productor: Stewart Levine
- Productor ejecutivo: Bob Brown
- Ingeniero: Daren Klein
- Ingenieros Asistente: Jim Champagne, Kevin Scott, Jim "Watts" Vereecke
- Mezcla: Daren Klein
- Masterización: Bernie Grundman
- Dirección Artística: Robin Lynch
- Diseño: JoDee Stringham
- Fotografía: Dennis Keeley

## Posicionamiento
Álbum - Billboard (Estados Unidos)
| Año  | Listado           | Posición |
| ---- | ----------------- | -------- |
| 1994 | The Billboard 200 | 55       |

Sencillos - Billboard (Estados Unidos)
| Año  | Sencillo                         | Listado               | Posición |
| ---- | -------------------------------- | --------------------- | -------- |
| 1994 | "(She's) Some Kind of Wonderful" | Adulto Contemporáneo  | 7        |
| 1994 | "(She's) Some Kind of Wonderful" | The Billboard Hot 100 | 44       |
| 1994 | "But It's Alright"               | Adult Contemporáneo   | 5        |
| 1994 | "But It's Alright"               | The Billboard Hot 100 | 54       |
| 1995 | "Little Bitty Pretty One"        | Adult Contemporáneo   | 27       |

- Datos: Q5475052